# Scooby Doo: Monștri dezlănțuiți
Scooby-Doo 2: Monștrii dezlănțuiți (engleză Scooby-Doo 2: Monsters Unleashed) este un film de comedie, aventură și horror regizat de Raja Gosnell, scris de James Gunn și lansat de studioul Warner Bros. Bazat pe serialul de animație Scooby-Doo, unde ești tu!, este al doilea din seria de filme în acțiune pe viu Scooby-Doo, o continuare a filmului Scooby-Doo din 2002. Actorii principali ai acestui film sunt Freddie Prinze Jr. ca Fred, Sarah Michelle Gellar ca Daphne, Linda Cardellini ca Velma, Matthew Lillard ca Shaggy, și Neil Fanning în rolul principal al protagonistului Scooby-Doo. Noi voci includ Seth Green, Tim Blake Nelson, Peter Boyle și Alicia Silverstone care apar în roluri secundare. Filmul a fost lansat în 26 martie 2004.
Filmul a rulat și în România pe Cartoon Network (în cadrul lui Cartoon Network Cinema).

## Premis
Scooby și trupa își pierd reputația lor deosebită - și nemaivăzută - atunci când un răufăcător anonim mascat a adus haosul în orașul Coolsville cu o mașină monstru care recreează dușmanii clasici ai Echipei Misterelor, precum Fantoma Pterodactil, Fantoma Cavalerului Negru, Fantoma Căpitanului Cutler și Fantoma de 10.000 de volți. Presați de insistentul reporter Heather Jasper-Howe și de locuitorii îngroziți ai orașului Coolsville, trupa lansează o investigație referitoare la dezlănțuirea misterioasă a monștrilor care-i face pe Shaggy și pe Scooby să pună sub semnul întrebării rolurile lor din Echipa Misterelor.

## Voci
- Neil Fanning ca Scooby-Doo
- Freddie Prinze Jr. ca Fred Jones
- Sarah Michelle Gellar ca Daphne Blake
- Linda Cardellini ca Velma Dinkley
- Matthew Lillard ca Shaggy Rogers
- Seth Green ca Patrick Wisley
- Peter Boyle ca Jeremiah "Bătrânul" Wickles
- Tim Blake Nelson ca Dr. Jonathan Jacobo
- Alicia Silverstone ca Heather Jasper-Howe
- Joe Macleod ca Skateboarder #1
- Stephen E. Miller ca C.L. Magnus
- Karin Konoval ca Aggie Wilkins
- Ryan Vrba ca Fred (tânăr)
- Emily Tennant ca Daphne (tânără)
- Cascy Beddow ca Shaggy (tânăr)
- Lauren Kennedy ca Velma (tânără)
- Scott McNeil ca Figura mascată și malefică
- Kevin Durand ca Fantoma Cavalerului Negru
- C. Ernst Harth ca Minerul 49
- Christopher R. Sumpton ca Zombiul
- Calum Worthy ca Copilul pe bicicletă
- Jackson Rathbone ca omul din club
- Brandon Jay McLaren ca Skateboarder #2
- Dee Bradley Baker ca Fantoma de 10,000 de volți / Zombie / Scheletul cu ochi roșu
- J. P. Manoux ca Scooby geniul
- Michael J. Sorich ca Monstrul de catran / Globul de vată de zahăr
- Terrence Stone ca Fantoma de 10,000 de volți
- Wally Wingert ca Scheletul cu ochi verde